# ماتسودایرا میتسوناگا
ماتسودایرا میتسوناگا (به ژاپنی: 松平 光長 まつだいら みつなが) (۱۷۰۷ – ۱۶۱۶ میلادی) پسر ماتسودایرا تادانائو (نوهٔ توکوگاوا ایه‌یاسو) و کاتسوهیمه (دختر توکوگاوا هیده‌تادا) بود و در اوایل دوره ادو در قرن شانزدهم میلادی در ژاپن زندگی می‌کرد.